# ダイムラー偵察車
ダイムラー偵察車は、第二次世界大戦中、イギリス軍が使用した快速軽量の偵察車であり、連絡任務にも用いられた。部隊ではディンゴ（オーストラリアの野犬の名）としても知られた。

## 経歴

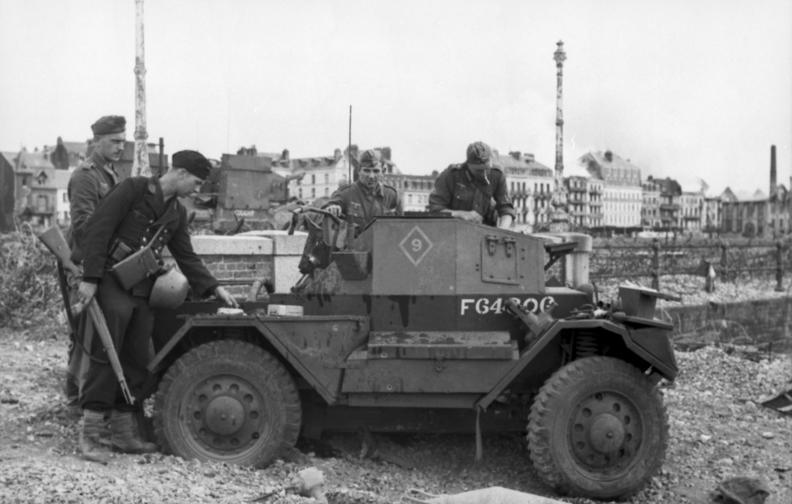
ドイツ兵に調査されるイギリス製のダイムラー。1942年8月にディエップの戦いでカナダ軍部隊が放棄したもの

1938年、イギリス陸軍省は偵察車の仕様書を提出した。3種類の設計がアルヴィス、BSA、モーリスから出され、BSAの設計が選定された。実際の生産はBSAグループの車両生産部門であるデイムラーで行われた。この車両は、公式にダイムラー偵察車と命名されたが、競作となったアルヴィスの試作型の名前から、ディンゴという名称がより広く知られた。
ダイムラーは、戦時中のイギリスで作られた最優秀の装甲戦闘車両の1つであり、乗員2名の小型装甲車である。そのサイズと前面30mmの装甲から、良好な防御力を持ち、エンジンは車両の後部に配置されている。ダイムラーのトランスミッションはよくできていて、プリセレクターギアボックスと流体継手を備え、前後方に5段変速ができる。原型車両は四輪操舵だったが、不慣れな操縦手には操縦が難しかったため、この機構はマークII以降削除された。
ダイムラーはまた、不整地を横断するために車体床下を平板なプレートにしたが、これは、地雷に極度に弱かった。予備車輪はないが、気圧式ではなくゴム式のランフラットタイヤ（ソリッドタイヤに近い）を用いることから予備の必要はない。堅いタイヤであるにもかかわらず、独立懸架装置は本車に非常に快適な走行能力を与えた。また、操縦手の隣には旋回式座席があり、必要な時には乗員がNo.19無線装置またはブレン軽機関銃を操作することができる。また、本車は、理想的な静かなエンジンを搭載し、シルエットも低い。
ダイムラーは最初、ナチス・ドイツのフランス侵攻におけるイギリス海外派遣軍（イギリス第1装甲師団および第4ノースアンバーランド・フュージリアーズ）で使われた。これは大成功し、1952年のデイムラー製のフェレット装甲車の出現まで運用された。1970年代中ごろになってもまだ、キプロス・ポルトガル・スリランカでは本車が使用された。

## 派生型
量産を通じ、5種類の派生型が生産された。大部分はマイナーな改変である。1939年-1945年までの間に、6,626両が生産された。
マークI
オリジナルの形式。四輪駆動のステアリングと滑動式の天井を備える。
マークIA
屋根が折り畳み式となった。
マークIB
エンジン冷却ファンが逆に配置された。
マークII
前輪駆動型。
マークIII
水冷式のエンジンを装備。天井がない。
密接に関連した車両として、リンクス偵察車がカナダ・オンタリオ州のフォードによって生産された。3,255両が生産された。
マークI
マークII
強化車体。天井がない。
もう1つのダイムラー偵察車のクローンは、イタリアのランチア社によって開発された、リンチェ装甲車（アウトブリンダ・リンチェ）である。1943年-1944年にかけて129両が生産されたこれらの車両は、ドイツ国防軍とイタリア社会共和国部隊（RSI）で使用された。

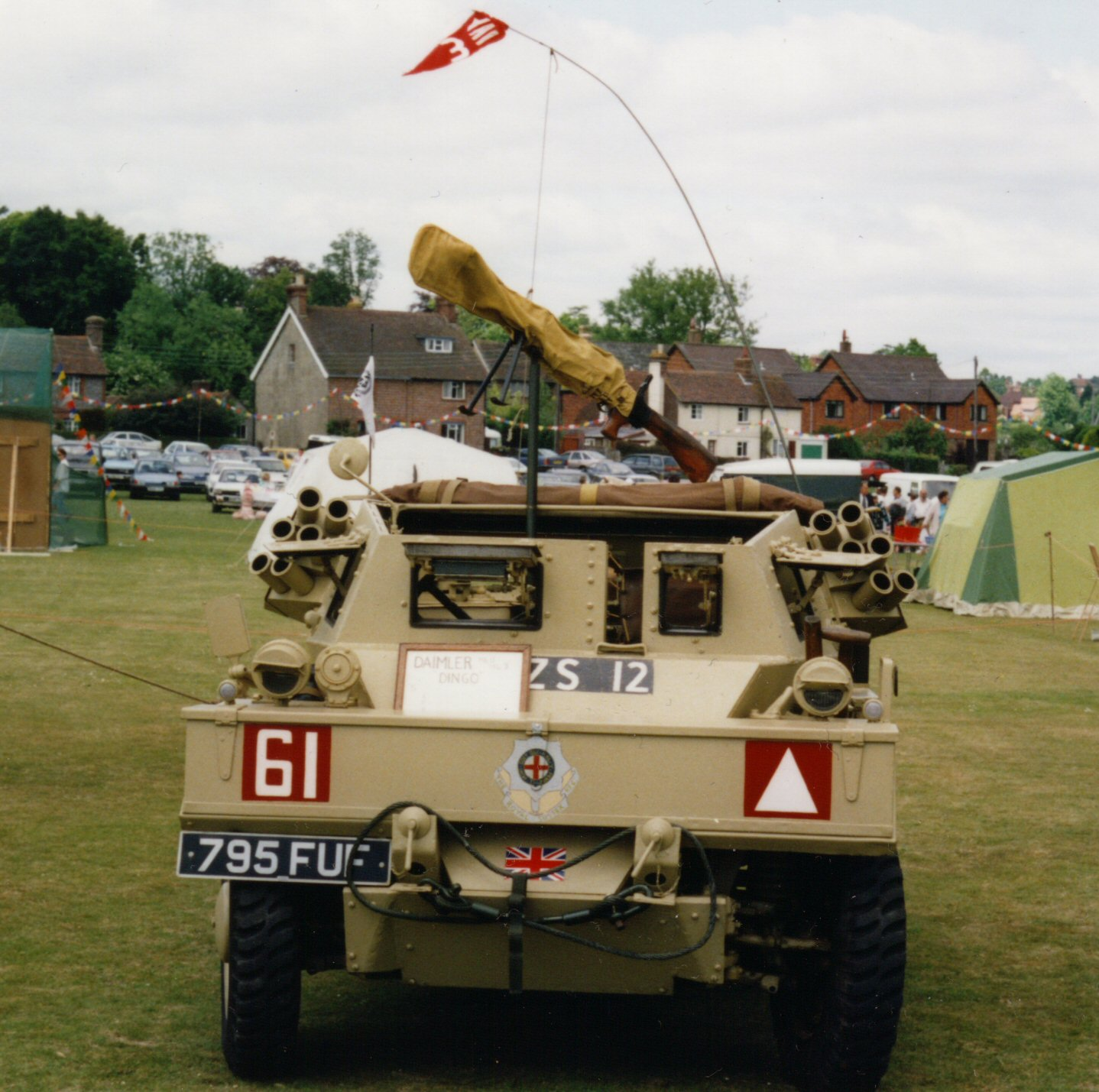
ラリーでのダイムラー偵察車
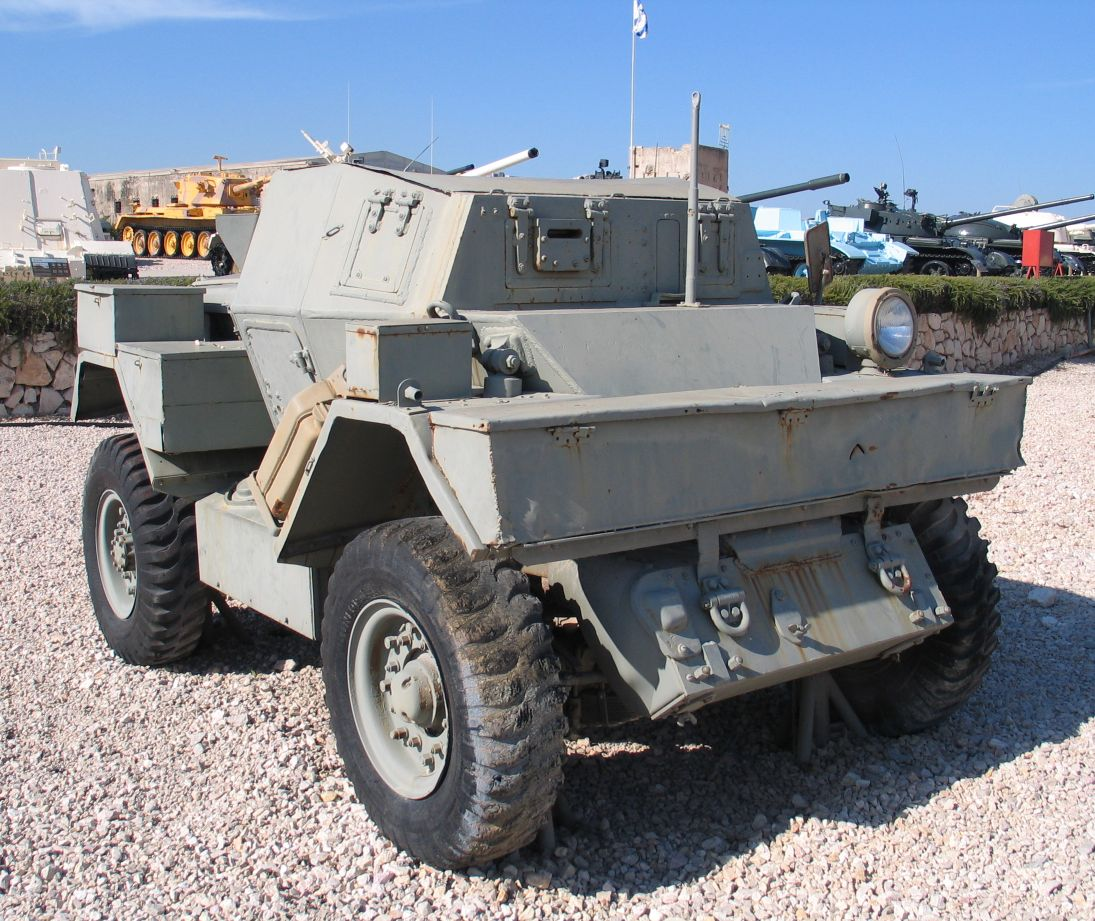
イスラエルの博物館にあるフォード・リンクス マークI偵察車
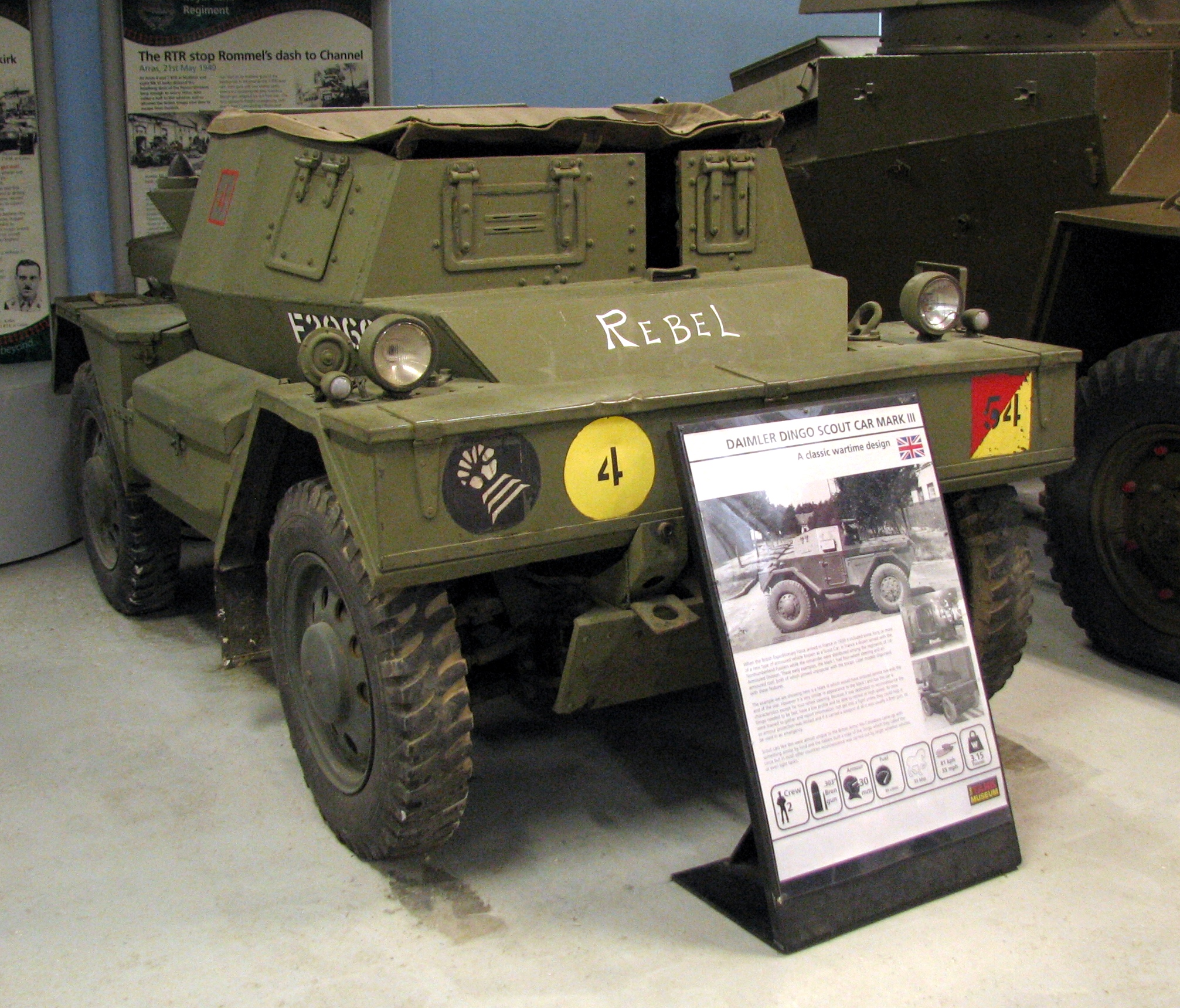
ボービントン戦車博物館のダイムラー偵察車